# Нгуен Тхи Тхуан Хоа
Нгуен Тхи Тхуан Хоа (вьет. Nguyễn Thị Thuận Hóa, род. 1970) — вьетнамская шахматистка, международный мастер среди женщин.

## Шахматная карьера
Чемпионка Вьетнама 1993 и 1997 гг.
В составе сборной Вьетнама участница шахматной олимпиады 1998 г. и командного чемпионата Азии 1999 г.
Участница личного чемпионата Азии 1998 г.
В 1993 г. представляла Вьетнам в зональном турнире (стала бронзовым призёром соревнования).
После 2003 года не участвует в соревнованиях высокого уровня.

## Основные спортивные результаты
| Год  | Город        | Соревнование                                           | + | − | = | Результат | Место |
| ---- | ------------ | ------------------------------------------------------ | - | - | - | --------- | ----- |
| 1993 | Ханой        | Чемпионат Вьетнама                                     |   |   |   |           | 1     |
|      | Джакарта     | Зональный турнир                                       | 6 | 2 | 4 | 8 из 12   | 3—4   |
| 1997 | Ханой        | Чемпионат Вьетнама                                     |   |   |   |           | 1     |
| 1998 | Куала-Лумпур | Чемпионат Азии                                         | 6 | 4 | 1 | 6½ из 11  | 6—9   |
|      | Элиста       | XVIII Олимпиада (сборная Вьетнама, 2-я доска)          | 2 | 3 | 2 | 3 из 7    |       |
| 1999 | Шэньян       | Командный чемпионат Азии (сборная Вьетнама, ?-я доска) |   |   |   |           |       |
| 2003 | Донгтхап     | Чемпионат Вьетнама                                     |   |   |   |           | [ 9 ] |

## Изменения рейтинга
| Графики недоступны из-за технических проблем. См. информацию на Фабрикаторе и на mediawiki.org. |